# Station Oddesund Nord
Station Oddesund Nord is een spoorwegstation in de Deense  gemeente Struer. Het station ligt aan de lijn Struer - Thisted, direct aan de noordzijde van de Oddesund. 
Het treinverkeer is beperkt. Naast 10 treinen per dag van Arriva rijden er dagelijks drie treinen van DSB. Oddesund Nord geldt als het station met de minste reizigers in Denemarken, 1.800 per jaar. 